# Třída Ósumi
Třída Ósumi je třída vrtulníkových výsadkových lodí postavených pro Japonské námořní síly sebeobrany. Z politických důvodů jsou klasifikovány jako tankové výsadkové lodě. Plavidla mohou provádět výsadkové operace, podporovat mezinárodní mise či pomáhat při živelních katastrofách. Celkem byly v letech 1998–2003 do služby zařazeny tři jednotky – Ósumi, Šimokita a Kunisaki.

## Pozadí vzniku

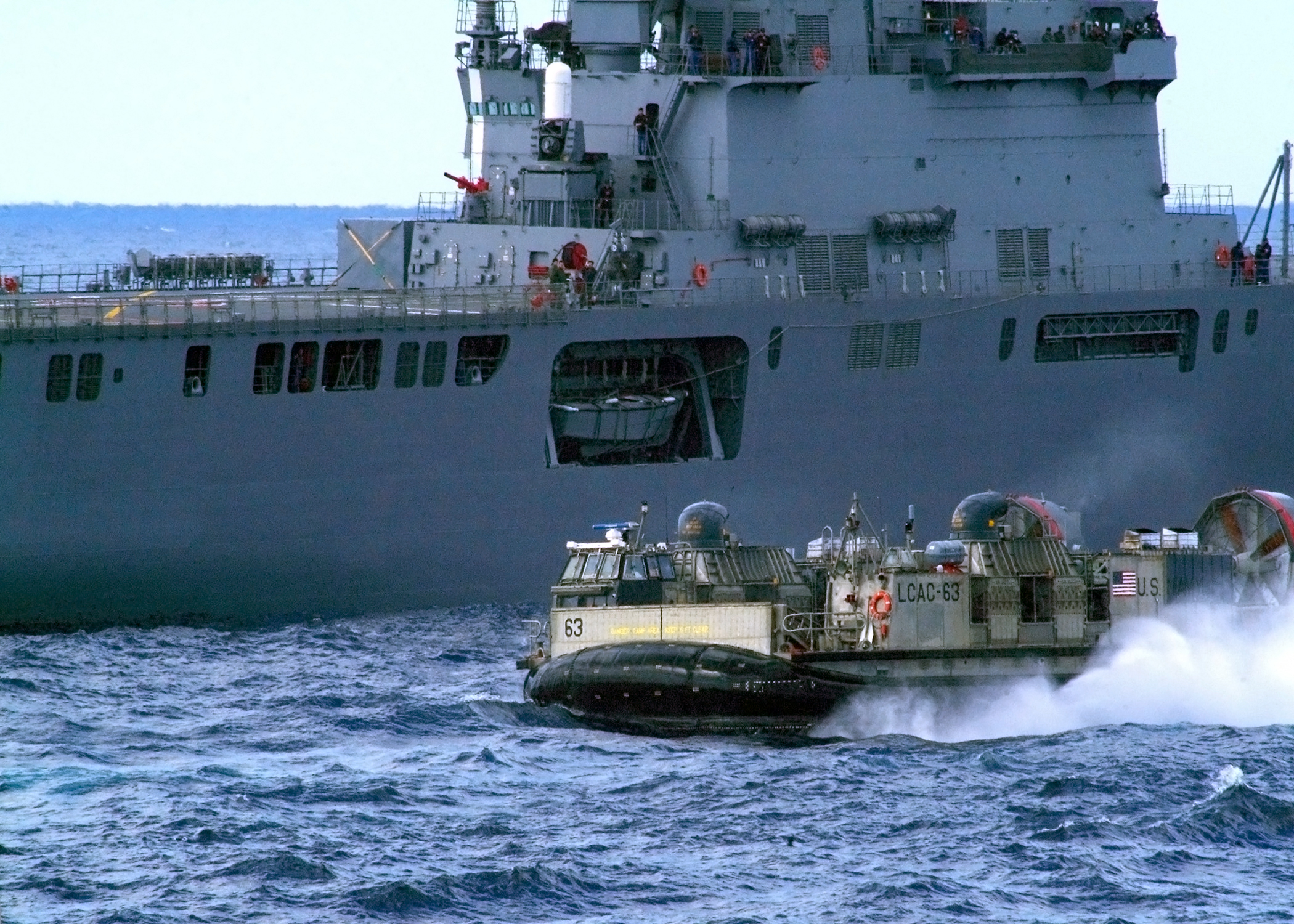
Vznášedlo LCAC plující vedle Ósumi

Původně se mělo jednat o třídu lehkých letadlových lodí, plnících defenzivní úkoly a pomáhajících při odminování. Z politických důvodů však byl projekt změněn (vlastnění letadlových lodí Japonsku zakazuje jeho Ústava) na výsadková plavidla, nesoucí vrtulníky. Přesto dokončení celé trojice vyvolalo v regionu kontroverze, jelikož plavidla svým vzhledem připomínají letadlové lodě.
První jednotka Ósumi byla postavena v letech 1995-1998. Druhá jednotka Šimokita, postavená v letech 1999-2002, má mírně prodloužený trup a je tak nejdelší válečnou lodí japonských námořních sil. Poslední Kunisaki byla postavena v letech 2000-2003. Zatímco první dvě plavidla postavila loděnice Mitsui Engineering & Shipbuilding v Tamano, třetí postavila loděnice Hitachi Zosen, Maizuru.
Jednotky třídy Ósumi:
| Jméno               | Zahájení stavby    | Spuštěna           | Vstup do služby | Status  |
| ------------------- | ------------------ | ------------------ | --------------- | ------- |
| Ósumi (LST-4001)    | 6. prosince 1995   | 18. listopadu 1996 | 11. března 1998 | aktivní |
| Šimokita (LST-4002) | 30. listopadu 1999 | 29. listopadu 2000 | 12. března 2002 | aktivní |
| Kunisaki (LST-4003) | 7. září 2000       | 13. prosince 2001  | 26. února 2003  | aktivní |

## Konstrukce

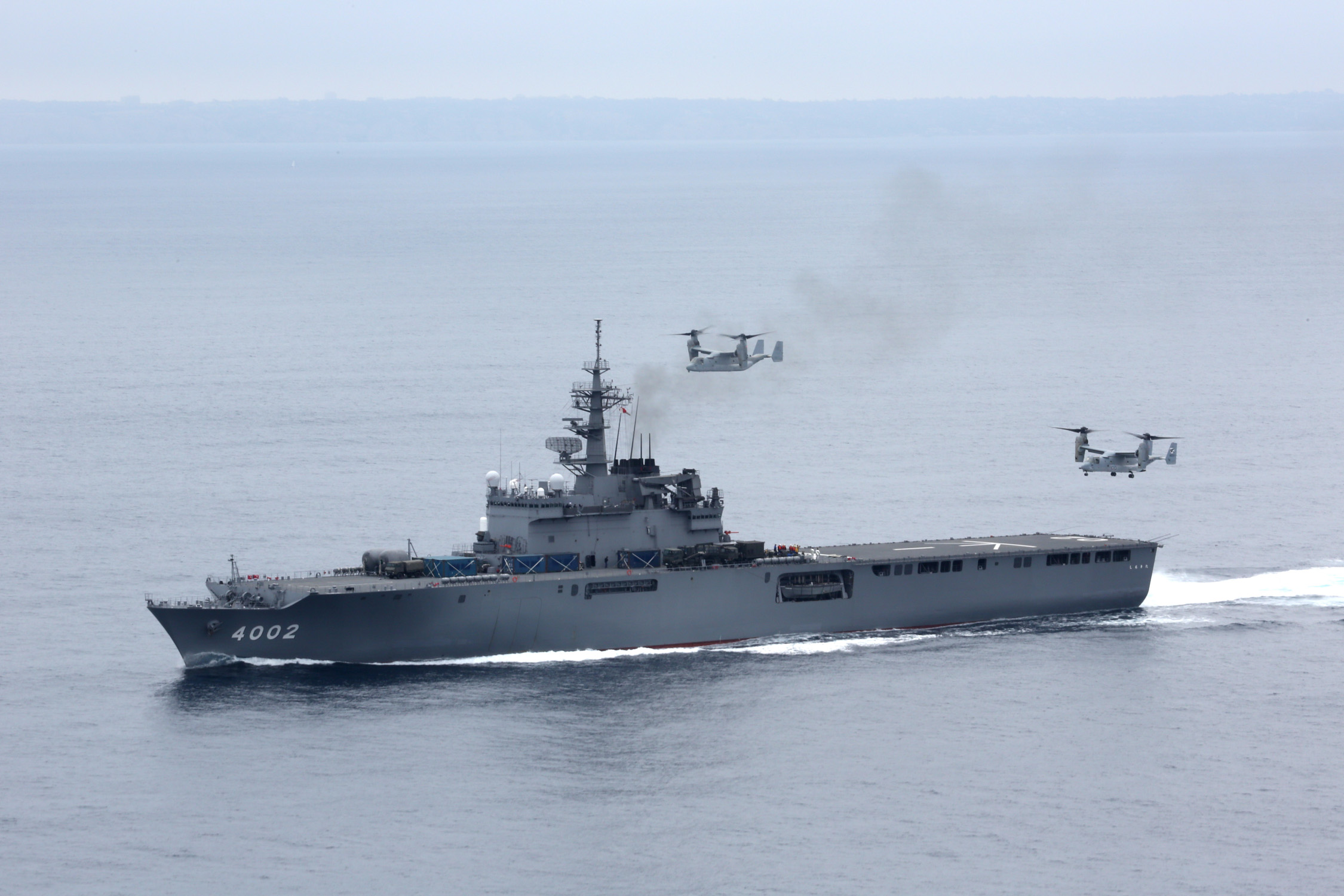
Konvertoplány V-22 Osprey během přistání na palubě Šimokita

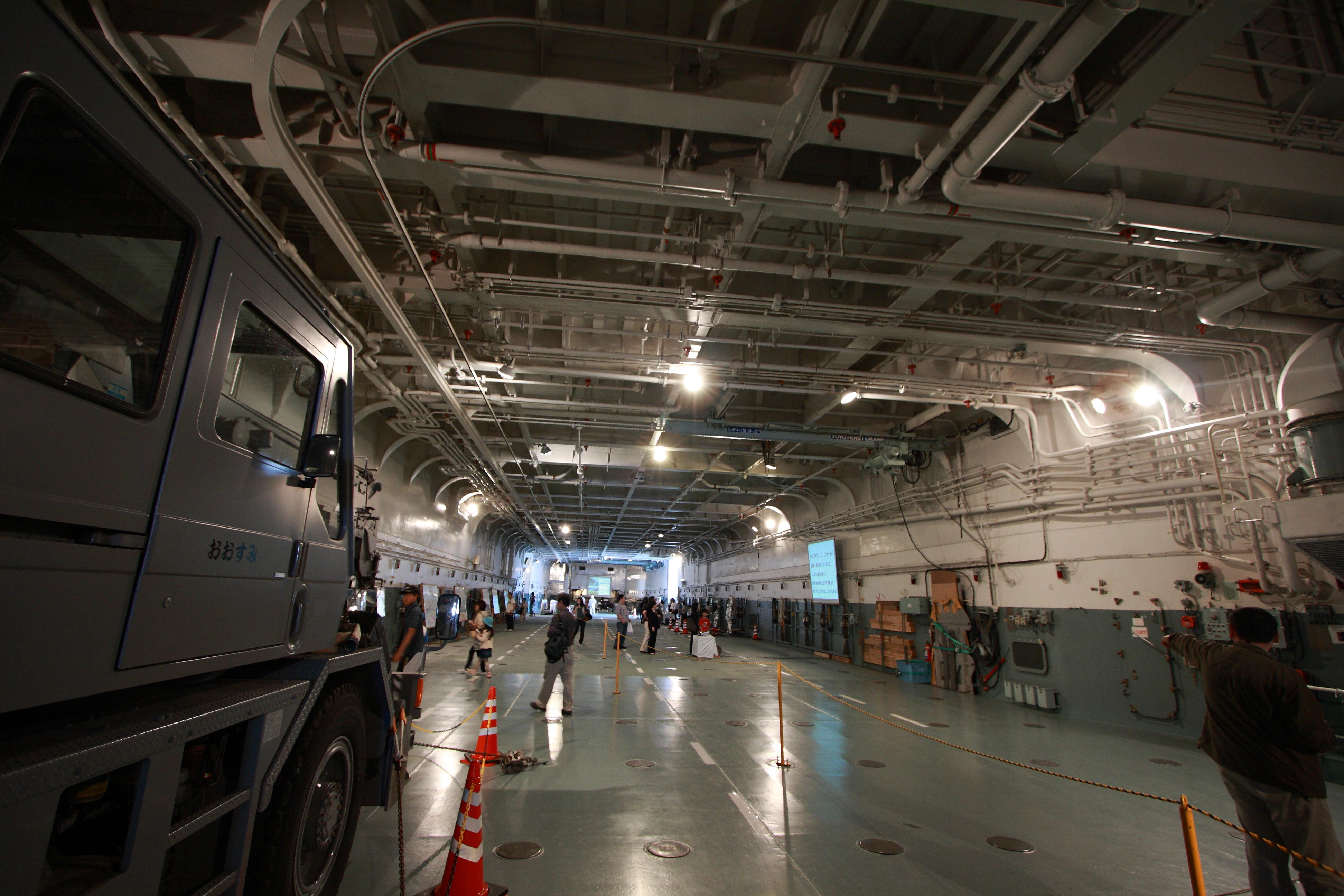
Ósumi – paluba pro uložení vozidel

Plavidlo má průběžnou letovou palubu s velitelským ostrovem na pravoboku. V její přední části je prostor pro uložení tanků a vozidel, nakládaných pomocí jeřábu či rampy na boku lodi. Ve střední části paluby je dále možné zaparkovat dva protiponorkové vrtulníky SH-60J. V její zadní části jsou dva přistávací spoty pro dva těžké transportní vrtulníky Chinook, určené k přepravě vojáků a nákladu. Všechny vrtulníky jsou uskladněny pouze na palubě, přičemž dva výtahy jsou určeny jen pro dopravu vozidel.
Celkově plavidla mohou nést až 20 tanků typu 90 a cca 40 větších vozidel. Lodě jsou rovněž vybaveny 60 metrů dlouhým palubním dokem se dvěma těžkými vznášedly LCAC. Výsadek pěchoty má velikost 330 mužů, v případě nouze loď může vzít krátkodobě na palubu až 1000 osob. Obrannou výzbroj plavidel tvoří dva kanónové komplety Phalanx CIWS a dva 12,7mm kulomety.
Pohonný systém tvoří dva diesely Mitsui 16V42M-A, roztáčející dvojici lodních šroubů. Nejvyšší rychlost dosahuje 22 uzlů.